# 春日城址公園
春日城址公園（かすがじょうしこうえん）または春日公園（かすがこうえん）は、長野県伊那市西町にある春日城跡に造られた総合公園（都市公園）。サクラ200本が植えられており、高遠城址公園などとともに見事である。

## 概要
春日城の焼失後、1950年（昭和25年）に、地元地域の西町区により整備が計画され、1964年（昭和39年）に決定された。園内には、滑り台などの遊具があり、春日公園の沿革に関する石碑が立っている。NHK伊那ラジオ中継放送所が、中央付近にある。

## 周辺設備
- 長野県伊那文化会館
- 伊那市陸上競技場